# Соломонов, Юрий Макариевич
Юрий Макариевич (Макарович) Соломонов — советский хозяйственный, государственный и политический деятель.

## Биография
Родился в 1921 году в Петрограде. Член КПСС с 1943 года.
С 1940 года — на хозяйственной, общественной и политической работе. В 1940—1965 гг. — рабочий в Ленинграде, участник Великой Отечественной войны, начальник штаба 745-го стрелкового полка 141-й стрелковой дивизии, партийный работник в городе-герое Ленинграде, первый секретарь Ленинского райкома КПСС города Ленинграда, на руководящих должностях в Ленинграде.
Делегат XXI съезда КПСС.
Умер в Ленинграде в 1975 году.